# Obyce
Obyce este o comună slovacă, aflată în districtul Zlaté Moravce din regiunea Nitra. Localitatea se află la altitudinea de 248 m deasupra n.m., se întinde pe o suprafață de 31,27 km2 și în 2017 număra 1.505 locuitori.

## Istoric
Localitatea Obyce este atestată documentar din 1075.

## Demografie
| An:                | 1994 | 2004   | 2014   | 2024   |
| ------------------ | ---- | ------ | ------ | ------ |
| Număr de persoane: | 1514 | 1557   | 1521   | 1460   |
| Diferență:         |      | +2,84% | −2,31% | −4,01% |

| An:                | 2023 | 2024   |
| ------------------ | ---- | ------ |
| Număr de persoane: | 1456 | 1460   |
| Diferență:         |      | +0,27% |